# لازاروس چاکورا
لازاروس چاکورا (انگلیسی: Lazarus Chakwera؛ زادهٔ ۵ آوریل ۱۹۵۵) اهل مالاوی است. او متخصص الهیات و سیاستمدار است. چاکورا در ژوئن ۲۰۲۰ به عنوان رئیس‌جمهور مالاوی انتخاب شد. لازاروس از ۲۰۱۳ رهبر حزب کنگره مالاوی است و پیش از آن نیز در مجمع ملی در جریان بحث‌انگیز انتخابات سراسری مالاوی (۲۰۱۹) که در ۲۱ مه ۲۰۱۹ برگزار شد رهبر اپوزیسیون بود. چاکورا در ۲۹ ژوئن ۲۰۱۹ به عنوان رئیس‌جمهوری جدید مالاوی سوگند یاد کرد.